# Khánh Hợp
Khánh Hợp là một xã thuộc huyện Nghi Lộc, tỉnh Nghệ An, Việt Nam.

## Địa lý
Xã Khánh Hợp nằm ở phía đông huyện Nghi Lộc, có vị trí địa lý:
- Phía đông giáp thị xã Cửa Lò
- Phía tây giáp xã Nghi Thịnh và xã Nghi Xá
- Phía nam giáp xã Nghi Thạch
- Phía bắc giáp xã Nghi Quang.

Xã Khánh Hợp có diện tích 7,91 km², dân số năm 2018 là 9.100 người, mật độ dân số đạt 1.150 người/km².

## Lịch sử
Địa bàn xã Khánh Hợp hiện nay trước đây vốn là hai xã Nghi Khánh và Nghi Hợp thuộc huyện Nghi Lộc.
Trước khi sáp nhập, xã Nghi Khánh có diện tích 4,11 km², dân số là 5.200 người, mật độ dân số đạt 1.265 người/km², có 15 xóm: Khánh Đông, Khánh Thịnh, Khánh Trung, Khánh Đền, Khánh Tiến, Khánh Tân, Khánh Nghĩa, Long Đông, Long Nam, Long Đồng, Long Chùa, Long Thị, Long Tân, Long Xuân, Long Khánh. Xã Nghi Hợp có diện tích 3,80 km², dân số là 3.900 người, mật độ dân số đạt 1.026 người/km².
Ngày 17 tháng 12 năm 2019, Ủy ban Thường vụ Quốc hội ban hành Nghị quyết 831/NQ-UBTVQH14 về việc sắp xếp các đơn vị hành chính cấp xã thuộc tỉnh Nghệ An (nghị quyết có hiệu lực từ ngày 1 tháng 1 năm 2020). Theo đó, sáp nhập toàn bộ diện tích và dân số của hai xã Nghi Khánh và Nghi Hợp thành xã Khánh Hợp.

## Danh nhân
- Nguyễn Xí
- Nguyễn Kế Sài
- Nguyễn Kế Hưng
- Nguyễn Trọng Thưởng
- Nguyễn Đình Đắc
- Nguyễn Duy Trinh